# 964
| Calendário gregoriano                                                        | 964 CMLXIV                                             |
| Ab urbe condita                                                              | 1717                                                   |
| Calendário arménio                                                           | 413 – 414                                              |
| Calendário bahá'í                                                            | -880 – -879                                            |
| Calendário budista                                                           | 1508                                                   |
| Calendário chinês                                                            | 3660 – 3661 Início a 16 de fevereiro (aproximadamente) |
| Calendário copta                                                             | 680 – 681                                              |
| Calendário etíope                                                            | 956 – 957                                              |
| Calendários hindus - Vikram Samvat - Calendário nacional indiano - Cáli Iuga | 1019 – 1020 885 – 886 4064 – 4065                      |
| Calendário Holoceno                                                          | 10964                                                  |
| Calendário islâmico                                                          | 353 – 354                                              |
| Calendário judaico                                                           | 4724 – 4725                                            |
| Calendário persa                                                             | 342 – 343                                              |
| Calendário rúnico                                                            | 1214                                                   |
| Calendário solar tailandês                                                   | 1507                                                   |

964 (CMLXIV na numeração romana) foi um ano bissexto do século X do Calendário Juliano, da Era de Cristo, teve início a uma sexta-feira e terminou a um sábado e as suas letras dominicais foram  C e B (52 semanas).
No território que viria a ser o reino de Portugal estava em vigor a Era de César que já contava 1002 anos.
| Ano completo                          |
| ------------------------------------- |
| Ano bissexto com início à sexta-feira |

## Eventos
- 22 de Maio - É eleito o Papa Bento V.
- Um astrônomo persa registra a existência da galáxia de Andrômeda.

## Mortes
- 14 de Maio - Papa João XII.